# Liste der Mitglieder des Landtages des Saarlandes (9. Wahlperiode)

Sitzverteilung während der 9. Legislaturperiode

Der Landtag des Saarlandes für die neunte Legislaturperiode wurde am 10. März 1985 auf fünf Jahre gewählt. Er hatte 51 Sitze, wovon 26 auf die SPD, 20 auf die CDU und fünf auf die FDP entfielen.

## Abgeordnete
| Mitglied des Landtages | Lebensdaten | Partei | Wahlkreis   | Bemerkungen                              |
| ---------------------- | ----------- | ------ | ----------- | ---------------------------------------- |
| Alfred Becker          | 1930–1995   | CDU    | Saarlouis   |                                          |
| Franz Becker           | 1930        | CDU    | Saarbrücken |                                          |
| Reiner Braun           | 1948        | SPD    | Saarbrücken | nachgerückt für Ludwig Triem             |
| Berthold Budell        | 1929–2010   | CDU    | Neunkirchen |                                          |
| Richard Dewes          | 1948        | SPD    | Neunkirchen |                                          |
| Horst Edig             | 1935–2022   | SPD    | Neunkirchen | nachgerückt für Peter Springer           |
| Winfried E. Frank      | 1932–2020   | CDU    | Landesliste |                                          |
| Willi Gehring          | 1949        | CDU    | Saarbrücken |                                          |
| Marianne Granz         | 1942        | SPD    | Saarbrücken |                                          |
| Hans Groß              | 1925–2000   | CDU    | Neunkirchen |                                          |
| Dieter Gruschke        | 1939–2019   | SPD    | Saarlouis   |                                          |
| Berthold Günther       | 1930–1985   | SPD    | Neunkirchen | † 18. Dezember 1985                      |
| Kurt Hartz             | 1935–2014   | SPD    | Neunkirchen |                                          |
| Wilfried Heidenmann    | 1939–2024   | FDP    | Neunkirchen |                                          |
| Edmund Hein            | 1940–2022   | CDU    | Saarlouis   |                                          |
| Albrecht Herold        | 1929–2025   | SPD    | Neunkirchen |                                          |
| Roswitha Hollinger     | 1945–2023   | SPD    | Landesliste |                                          |
| Claus Hoppstädter      | 1953        | SPD    | Neunkirchen |                                          |
| Peter Jacoby           | 1951        | CDU    | Saarbrücken |                                          |
| Reiner Jost            | 1943        | FDP    | Saarlouis   |                                          |
| Hans Kasper            | 1939–2023   | SPD    | Saarlouis   |                                          |
| Reinhard Klimmt        | 1942        | SPD    | Saarbrücken |                                          |
| Reinhold Kopp          | 1949        | SPD    | Landesliste | Mandat niedergelegt am 11. April 1985    |
| Birgit Küpper          | 1943        | CDU    | Landesliste |                                          |
| Oskar Lafontaine       | 1943        | SPD    | Saarbrücken |                                          |
| Armin-Emil Lang        | 1947        | SPD    | Neunkirchen |                                          |
| Friedel Läpple         | 1938        | SPD    | Landesliste |                                          |
| Hans Albert Lauer      | 1942–2021   | SPD    | Landesliste |                                          |
| Kurt Leick             | 1942–2007   | SPD    | Saarlouis   | nachgerückt für Roman Schmit             |
| Josef Leinen           | 1948        | SPD    | Saarbrücken |                                          |
| Hans Ley               | 1954–2015   | CDU    | Landesliste | nachgerückt für Werner Zeyer             |
| Heinrich Mann          | 1927–2020   | FDP    | Saarbrücken |                                          |
| Hartmut Mathieu        | 1944–2009   | CDU    | Saarlouis   |                                          |
| Gerd Meyer             | 1944        | CDU    | Saarbrücken |                                          |
| Juliane Neis           | 1925–1998   | SPD    | Saarlouis   |                                          |
| Hans Netzer            | 1935        | SPD    | Saarbrücken | Mandat niedergelegt am 28. Februar 1989  |
| Brunhilde Peter        | 1925–2014   | SPD    | Landesliste |                                          |
| Leo Petry              | 1948        | SPD    | Saarlouis   |                                          |
| Willi Portz            | 1951        | SPD    | Landesliste | nachgerückt für Reinhold Kopp            |
| Helmut Rauber          | 1945        | CDU    | Neunkirchen |                                          |
| Horst Rehberger        | 1938        | FDP    | Saarbrücken |                                          |
| Jürgen Rischar         | 1944        | SPD    | Saarbrücken |                                          |
| Günther Schacht        | 1929–2012   | CDU    | Landesliste |                                          |
| Werner Scherer         | 1928–1985   | CDU    | Neunkirchen | † 27. Oktober 1985                       |
| Roman Schmit           | 1935–2020   | SPD    | Saarlouis   | Mandat niedergelegt am 3. Dezember 1985  |
| Leo Stefan Schmitt     | 1952        | SPD    | Saarlouis   |                                          |
| Kurt Schoenen          | 1943        | CDU    | Saarlouis   |                                          |
| Günther Schwarz        | 1941–2022   | CDU    | Neunkirchen |                                          |
| Peter Springer         | 1938–2022   | SPD    | Neunkirchen | Mandat niedergelegt am 10. November 1986 |
| Rainer Tabillion       | 1950        | SPD    | Neunkirchen | nachgerückt für Berthold Günther         |
| Claus Theres           | 1942        | SPD    | Saarbrücken | nachgerückt für Hans Netzer              |
| Ludwig Triem           | 1921–1988   | SPD    | Saarbrücken | † 16. Mai 1988                           |
| Alfons Vogtel          | 1952–2022   | CDU    | Neunkirchen | nachgerückt für Werner Scherer           |
| Hans-Georg Wagner      | 1938–2025   | SPD    | Neunkirchen |                                          |
| Norbert Wagner         | 1936–1994   | FDP    | Landesliste |                                          |
| Robert Wagner          | 1928–2014   | CDU    | Neunkirchen |                                          |
| Rita Waschbüsch        | 1940        | CDU    | Saarlouis   |                                          |
| Rainer Wicklmayr       | 1929–2020   | CDU    | Saarbrücken |                                          |
| Werner Zeyer           | 1929–2000   | CDU    | Landesliste | Mandat nicht angenommen                  |